# ФК Искра (Даниловград)
ФК Искра (на черногорски: Fudbalski klub Iskra Danilovgrad) е черногорски футболен клуб от град Даниловград. Играе на стадион „Брача Велашевич“ с капацитет 2 500 места. Основан през 1919 година в Кралство Югославия.
Състезава се в Черногорска първа лига, висшата лига на Черна гора.

## Успехи
- Черна гора
  - Черногорска първа лига
    -  Бронзов медал (1): 2019/20

  - Купа на Черна гора
    - 1/2 финалист (1): 2024/25
    -  Шампион (1): 2014/15

  - Черногорска трета лига
    -  Шампион (1): 2009/10